# Jazz nowoczesny
Jazz nowoczesny (ang. modern jazz) – ostatni etap formowania się jazzu. Rozpoczął się na początku lat 40. stylem bebop (Charlie Parker, Dizzy Gillespie) i nieco późniejszym cool (Miles Davis, Stan Getz). Z bebopu powstały hard bop (Art Blakey, Clifford Brown), neo bop (Branford Marsalis) i post-bop (Brad Mehldau). W latach 60. Ornette Coleman stworzył free jazz, który wraz z jazz-rockiem (fusion) (Jaco Pastorius, Michael Brecker, Frank Zappa, Herbie Hancock) był ostatnią formą jazzu nowoczesnego. Modern jazz objął również avant-jazz (jazz awangardowy) (Eric Dolphy), third stream (Eddie Daniels), jazz progresywny(Chick Corea), modalny (John Coltrane, Don Cherry), eksperymentalny(John Zorn, Sun Ra), oraz współczesny swing(Joshua Redman).